# Josep Vicent Camps i Paricio
Josep Vicent Camps i Paricio (Xirivella, 17 de març de 1958), més conegut com Vicent Camps, és un rapsode i poeta valencià. Al llarg de la seva trajectòria ha posat veu als versos d'escriptors com Vicent Andrés Estellés, Marc Granell, Carmelina Sánchez-Cutillas o Maria Beneyto.

## Trajectòria
Va estudiar declamació a la Societat Coral El Micalet i ha fet cursos de veu amb Fernando Bañó i Helen Rowson. Ha impartit tallers de poesia recitada i també coordinat clubs de lectura poètica per a associacions i alumnat d'Escoles Permanents d'Adults.
En les seues col·laboracions hi ha treballs en directe i discs, entre altres amb els concertistes de guitarra José Guerola, Sergio Santes i Miquel Pérez Perelló, el contrabaixista Vicent Climent, el grup de música La Dispersione, el grup Obrint Pas en el seu disc Coratge, els cantautors Lucho Roa i Jordi Gil, el cantant de flamenc el Niño de Elche, el treball coral de música i poesia La màquina del temps, així com a solista recitador en orquestres i bandes. La Generalitat Valenciana el va triar junt a Lola Camps i els músics Miquel Pérez Perelló i Gloria Aleza per a homenatjar al poeta valencià Francisco Brines a la capella ardent celebrada al Palau de la Generalitat el 23 de maig de 2021.
En la XXXV Trobada d'Escoles en Valencià celebrada a Xirivella l'any 2023 va rebre el reconeixement pels seus 30 anys dedicats a la recitació i divulgació de poesia en valencià.

## Poesia
- Taller. Salamanca: Celya, 2003.
- Miscelánea. Logronyo: 4 de Agosto, 2008.
- Pena capital. Tenerife: Baile del Sol, 2009.
- El clot de la lluna. Carcaixent: Edicions 96, 2011.
- Estellés recitable. Carcaixent: Edicions 96, 2013.
- Paraula màgica. Navarrés: Editorial Babilonia, 2015.
- Marc Granell recitable. Carcaixent: Edicions 96, 2015.
- Els botxins de la innocència. Alzira: Neopàtria, 2019.
- A dues mans, amb el poeta visual Paco Pérez Belda. Navarrés: Babilonia Asociación Cultural, 2020.
- Nàixer tantes vegades. El Petit Editor, 2023.
- Regreso a Mosqueruela. El Petit Editor, 2024.

## Discografia
- Poetes per a tots (Estudis Alameda. València, 1999).
- Voces del extremo (Fundación Juan Ramón Jiménez. Huelva, 2001).
- Veu nua (Gad Gad Músic. València, 2011).
- Machadianament, Marc Granell, amb el cantautor Lucho Roa (Lucho Roa. València, 2015).
- Miguel Hernández, amb el guitarrista Miquel Pérez Perelló. Gravat als estudis de Pau Chàfer a Xàtiva l'any 2017.
- El collar de la coloma, amb el guitarrista Miquel Pérez Perelló. Mescla i masterització: Tahir Durkalic. Dénia, any 2022.